# La Gloria, Cosautlán de Carvajal
La Gloria är en ort i Mexiko.   Den ligger i kommunen Cosautlán de Carvajal och delstaten Veracruz, i den sydöstra delen av landet, 220 km öster om huvudstaden Mexico City. La Gloria ligger 1 156 meter över havet och antalet invånare är 243.
Terrängen runt La Gloria är kuperad åt nordost, men åt sydväst är den bergig. Terrängen runt La Gloria sluttar österut. Runt La Gloria är det ganska glesbefolkat, med 38 invånare per kvadratkilometer. Närmaste större samhälle är Coatepec, 12,3 km norr om La Gloria. I omgivningarna runt La Gloria växer i huvudsak städsegrön lövskog.